# La Faye
Faye – miejscowość i gmina we Francji, w regionie Nowa Akwitania, w departamencie Charente.
Według danych na rok 1990 gminę zamieszkiwało 539 osób, a gęstość zaludnienia wynosiła 40 osób/km² (wśród 1467 gmin regionu Poitou-Charentes Faye plasuje się na 528. miejscu pod względem liczby ludności, natomiast pod względem powierzchni na miejscu 654.).